# バート (ペンシルバニア州)
バート(英:Barto)とは、アメリカ合衆国ペンシルベニア州ノーサンバーランド郡バークス郡にある町である。

## 地理
ベックテルズビル (ペンシルバニア州)とバリー (ペンシルバニア州)の間に位置する、非法人地域である。また、モンゴメリー郡にほど近い。
また、ペンシルバニア州で５番目に大きな都市であるレディングから車で約40分のところに位置している。
パーキオメン川がグリーンレーン貯水池で合流し、南東へ流れる。

### 気候
年間204日が晴天、108日が雨天。最も気温が高いのが7月の30度、最も気温が低いのが1月の-7度である。

### 人口
2010年の国勢調査では、4998人であった。